# Свиридкин, Сергей Васильевич
Сергей Васильевич Свиридкин (26 сентября 1968, Оренбург — 7 декабря 2021) — советский и российский футболист, нападающий и полузащитник, тренер. Сыграл более 300 матчей за оренбургский «Газовик».

## Биография
Воспитанник ДЮСШ «Газовик» (Оренбург). На профессиональном уровне начал выступать в составе родной команды в 1991 году в последнем сезоне второй низшей лиги СССР. Всего выступал за оренбургский клуб в течение 11 сезонов, за это время сыграл в первенствах СССР и России во втором и третьем дивизионах 306 матчей и забил 73 гола.
После окончания игровой карьеры в 2006 году некоторое время работал тренером челябинского «Спартака», ассистируя Геннадию Морозову, также возглавлял в любительских соревнованиях дубль «Газовика» и «Горняк» (Учалы). В дальнейшем работает тренером в ДЮСШ «Газовик». Тренировал команду 2002 года рождения, становился призёром региональных турниров. Принимает участие в матчах ветеранов.